# Гастон Ларош
Гастон Ларош (фр. Laroche; справжні ім'я та прізвище — Борис Матлін; 31 травня 1902 — 3 вересня 1964) — французький громадський та політичний діяч, історик. Виходець з Росії, яку залишив у дитинстві. Під час Другої світової війни керував центром антифашистів іноземного походження на півночі окупованої гітлерівцями Франції. Нагороджений орденом Почесного легіону. Після визволення країни очолював Союз емігрантів — учасників французького руху Опору (див. Рухи Опору 1939—1945), діяльності яких присвятив свої студії, у тому числі книгу «On les nommait des etrangers», видану в Парижі 1965 посмертно. У публікаціях Л. зібрано цінні документальні матеріали про бойові дії на території Франції уславлених ватажків партизанських груп В.Порика, М.Бойка та інших українців — утікачів з таборів військовополонених і примусових робіт.